# Mariano Hood
Mariano Hood (ur. 14 sierpnia 1973 w Buenos Aires) – argentyński tenisista, reprezentant w Pucharze Davisa.

## Kariera tenisowa
Leworęczny zawodnik, karierę zawodową rozpoczął w 1993 roku, a zakończył w 2009 roku. Specjalizował się w deblu, w singlu nie wyszedł poza poziom turniejów ATP Challenger Tour, najwyższe miejsce w rankingu gry pojedynczej osiągając w maju 2000 roku – nr 153.
W grze podwójnej wygrał 13 turniejów rangi ATP World Tour, również 13–krotnie przegrywał w meczach finałowych. Z Lucasem Arnoldem Kerem osiągnął w 2003 roku ćwierćfinał wielkoszlemowego French Open, a w sezonie 2005 w parze z Martinem Dammem ponownie doszedł do ćwierćfinału French Open. Najwyżej sklasyfikowany w zestawieniu deblistów był w październiku 2003 roku, na pozycji nr 20. na świecie.
Jako deblista występował również w reprezentacji narodowej w Pucharze Davisa. W 1999 roku w spotkaniu z Wenezuelą w parze z Sebastiánem Prieto odniósł zwycięstwo, natomiast mecz deblowy rok później przeciwko Chile – również z Prieto – oddał walkowerem.
W roku 2005 doszło do incydentu z udziałem Argentyńczyka – jedna z argentyńskich gazet poinformowała o stosowaniu przez niego niedozwolonych środków dopingujących w czasie French Open. Była to druga w krótkim czasie informacja tego typu – kilka dni wcześniej francuska gazeta L’Équipe podała, że niedozwolone środki stosował inny Argentyńczyk, Mariano Puerta.

### Finały w turniejach ATP World Tour
| Legenda                                      |
| -------------------------------------------- |
| Wielki Szlem                                 |
| Igrzyska olimpijskie                         |
| Tennis Masters Cup / ATP Finals              |
| ATP Masters Series / ATP Tour Masters 1000   |
| ATP International Series Gold / ATP Tour 500 |
| ATP International Series / ATP Tour 250      |

#### Gra podwójna (13–13)
| Nr  | Końcowy wynik | Rok  | Turniej      | Nawierzchnia    | Partner          | Przeciwnicy w finale                 | Wynik finału        |
| 1.  | Finalista     | 1996 | San Marino   | Ceglana         | Sebastián Prieto | Pablo Albano Lucas Arnold Ker        | 1:6, 3:6            |
| 2.  | Finalista     | 1998 | San Marino   | Ceglana         | Sebastián Prieto | Jiří Novák David Rikl                | 4:6, 6:7            |
| 1.  | Zwycięzca     | 1998 | Santiago     | Ceglana         | Sebastián Prieto | Massimo Bertolini Devin Bowen        | 7:6, 6:7, 7:6       |
| 2.  | Zwycięzca     | 1999 | San Marino   | Ceglana         | Lucas Arnold Ker | Petr Pála Pavel Vízner               | 6:3, 6:2            |
| 3.  | Zwycięzca     | 1999 | Palermo      | Ceglana         | Sebastián Prieto | Lan Bale Alberto Martín              | 6:3, 6:1            |
| 3.  | Finalista     | 2000 | Bukareszt    | Ceglana         | Devin Bowen      | Alberto Martín Ejal Ran              | 6:7(4), 1:6         |
| 4.  | Zwycięzca     | 2001 | Bogota       | Ceglana         | Sebastián Prieto | Martín Rodríguez André Sá            | 6:2, 6:4            |
| 4.  | Finalista     | 2001 | Viña del Mar | Ceglana         | Sebastián Prieto | Lucas Arnold Ker Tomás Carbonell     | 4:6, 6:2, 3:6       |
| 5.  | Finalista     | 2001 | Buenos Aires | Ceglana         | Sebastián Prieto | Lucas Arnold Ker Tomás Carbonell     | 7:5, 5:7, 6:7(5)    |
| 5.  | Zwycięzca     | 2003 | Viña del Mar | Ceglana         | Agustín Calleri  | František Čermák Leoš Friedl         | 6:3, 1:6, 6:4       |
| 6.  | Zwycięzca     | 2003 | Buenos Aires | Ceglana         | Sebastián Prieto | Lucas Arnold Ker David Nalbandian    | 6:2, 6:2            |
| 6.  | Finalista     | 2003 | Estoril      | Ceglana         | Lucas Arnold Ker | Mahesh Bhupathi Maks Mirny           | 1:6, 2:6            |
| 7.  | Zwycięzca     | 2003 | Walencja     | Ceglana         | Lucas Arnold Ker | Brian MacPhie Nenad Zimonjić         | 6:1, 6:7(7), 6:4    |
| 7.  | Finalista     | 2003 | Båstad       | Ceglana         | Lucas Arnold Ker | Simon Aspelin Massimo Bertolini      | 7:6(3), 0:6, 4:6    |
| 8.  | Zwycięzca     | 2003 | Palermo      | Ceglana         | Lucas Arnold Ker | František Čermák Leoš Friedl         | 7:6(6), 6:7(3), 6:4 |
| 8.  | Finalista     | 2003 | Bazylea      | Dywanowa (hala) | Lucas Arnold Ker | Mark Knowles Daniel Nestor           | 4:6, 2:6            |
| 9.  | Zwycięzca     | 2004 | Buenos Aires | Ceglana         | Lucas Arnold Ker | Federico Browne Diego Veronelli      | 7:5, 6:7(2), 6:4    |
| 9.  | Finalista     | 2004 | Barcelona    | Ceglana         | Sebastián Prieto | Mark Knowles Daniel Nestor           | 6:4, 3:6, 4:6       |
| 10. | Zwycięzca     | 2004 | St. Pölten   | Ceglana         | Petr Pála        | Tomáš Cibulec Leoš Friedl            | 3:6, 7:5, 6:4       |
| 11. | Zwycięzca     | 2004 | Bukareszt    | Ceglana         | Lucas Arnold Ker | Óscar Hernández José Acasuso         | 7:6(5), 6:1         |
| 12. | Zwycięzca     | 2004 | Palermo      | Ceglana         | Lucas Arnold Ker | Gastón Etlis Martín Rodríguez        | 7:5, 6:2            |
| 10. | Finalista     | 2004 | Bazylea      | Dywanowa (hala) | Lucas Arnold Ker | Bob Bryan Mike Bryan                 | 6:7(9), 2:6         |
| 11. | Finalista     | 2005 | Walencja     | Ceglana         | Lucas Arnold Ker | Fernando González Martín Rodríguez   | 4:6, 4:6            |
| 12. | Finalista     | 2005 | St. Pölten   | Ceglana         | Martin Damm      | Lucas Arnold Ker Paul Hanley         | 3:6, 4:6            |
| 13. | Finalista     | 2005 | Stuttgart    | Ceglana         | Tommy Robredo    | José Acasuso Sebastián Prieto        | 6:7(4), 3:6         |
| 13. | Zwycięzca     | 2005 | Palermo      | Ceglana         | Martín García    | Mariusz Fyrstenberg Marcin Matkowski | 6:2, 6:3            |